# Operación Perth
La Operación Perth (nombre de una ciudad australiana) fue una operación militar llevada a cabo por las fuerzas australianas en la provincia de Urūzgān en julio de 2006 durante la Guerra de Afganistán. La operación de búsqueda y destrucción de nueve días ocurrió como parte de una operación de mayor envergadura de la coalición internacional para despejar el valle de Chora, 40 km al noroeste de Tarin Kowt, que involucró a una fuerza de más de 500 soldados de seis naciones, incluyendo a las fuerzas especiales Korps Commandotroepen de los Países Bajos. La operación Perth fue llevada a cabo por el Australian Special Operations Task Group, que incluía personal de las unidades de fuerzas especiales Regimiento Australiano Real, 4º Batallón (4RAR) y Regimiento de Servicio Aéreo Especial (SASR), bajo el mando del teniente coronel Mark Smethurst. Contaban con el apoyo aéreo de una serie de medios aéreos de la coalición, tanto aviones como helicóptero, entre los que se incluían CH-47 Chinook australianos. La operación resultó en una gran lucha contra los insurgentes talibanes, y durante los intensos combates los australianos se abrieron paso a través del valle, despejandolo con una serie de ataques sincronizados y muy coordinados. A pesar de encontrar una fuerte resistencia de varios cientos de insurgentes, al final la operación fue exitosa, ya que produjo unas elevadas bajas en los talibanes y forzó su retirada del valle.
Durante las últimas etapas de la operación una fuerza de la coalición fue atacada por un intenso fuego de ametralladoras, mortero y granadas propulsadas por cohetes (RPG). Inmovilizados, un pelotón de comandos australianos se abrieron paso a través del valle para conseguir su extracción. Los talibanes ofrecieron una fuerte resistencia, disparando repetidas descargas de RPG que provocaron la muerte de un soldado y heridas a otros 13, incluyendo seis australianos. A pesar de perder un tercio de su fuerza los australianos continuaron el asalto y en medio de fuertes combates los comandos neutralizaron con éxito a los insurgentes antes de organizar la evacuación de los heridos. La lucha había sido intensa y varios australianos habían sufrido graves lesiones, como un soldado que le destrozaron la mandíbula y el sargento mayor de la compañía que sufrió graves daños en las piernas. Mientas tanto, tres aviones artillados AC-130 Spectre estadounidenses se quedaron sin munición para sus cañones y ametralladoras mientras apoyaban a los australianos. Del mismo modo los vehículos de patrulla de largo alcance australianos también se quedaron sin munición, incluyendo sus ametralladoras y misiles antiblindaje FGM-148 Javelin.
En total, seis australianos fueron heridos durante la operación Perth, haciendo de ésta la batalla más sangrienta para las fuerzas australianas desde el fin de la Guerra de Vietnam hasta ese año. Sin embargo, en última instancia, el mejor armamento y el aplastante apoyo de fuego aerotransportado de las tropas de la coalición permitieron a los australianos destruir un gran número de talibanes bien armados, y posteriormente un gran número de ellos recibieron condecoraciones por sus acciones durante el combate. Las pérdidas de los talibán se estiman en 150 muertos.